# Maladie de Niemann-Pick
Cet article traite du type A et B de la maladie de Niemann-Pick qui n'a aucun rapport avec la Maladie de Niemann-Pick type C.
 Mise en garde médicale
La maladie de Niemann-Pick est due à un déficit en sphingomyélinase acide lysosomiale ; elle aboutit à l'accumulation de sphingomyéline, puis de cholestérol dans les monocytes, voire dans le cerveau (type A).
Cette maladie a été décrite en 1914 par un pédiatre allemand, Albert Niemann (de) ; dans les années 1930, un autre médecin allemand, Ludwig Pick (de) a publié plusieurs articles sur cette pathologie.
On distingue deux types de maladie de Niemann-Pick selon la présence (type A) ou l'absence (type B) de manifestations neurologiques.

## Maladie de Niemann-Pick type B
- hépato-splénomégalie
- Ictére à bilirubine conjuguée
- Syndrome respiratoire restrictif
- Cirrhose (rarement)
- Pancytopénie.

## Maladie de Niemann-Pick type A
Aucun traitement existant, elle conduit au décès généralement avant l'âge de trois ans.
- Retard de développement psychomoteur,
- Hépato-splénomégalie
- Pneumopathie
- Atteinte neurodégénérative progressive.

## Génétique
Le gène de l'ASM (sphingomyélinase acide) est localisé sur le bras court du chromosome 11.
Cette maladie fait partie des maladies lysosomales.

## Diagnostic différentiel
- maladie de Niemann-Pick type C,
- maladie de surcharge en esters de cholestérol (forme atténuée de la maladie de Wolman).